# Black Mirror: Bandersnatch
Black Mirror: Bandersnatch ist ein interaktiver Film der britischen Fernsehserie Black Mirror von David Slade, der am 28. Dezember 2018 auf Netflix veröffentlicht wurde. 
In Bandersnatch trifft der Zuschauer Entscheidungen für die Hauptfigur, den jungen Programmierer Stefan Butler (Fionn Whitehead), der 1984 einen Fantasy-Abenteuerroman in ein Videospiel adaptiert. Weitere Charaktere sind Mohan Thakur (Asim Chaudhry) und Colin Ritman (Will Poulter), die beide bei einer Videospielfirma arbeiten, Butlers Vater Peter (Craig Parkinson) und Butlers Therapeutin Dr. Haynes (Alice Lowe). Der Film basiert auf einem geplanten Imagine-Software-Videospiel mit demselben Namen, das nach der Insolvenz des Unternehmens nicht veröffentlicht wurde. Es spielt auch auf Lewis Carrolls eigene Werke an, die die Bandersnatch-Kreatur zeigen.
Charlie Brooker und die ausführende Produzentin Annabel Jones wurden im Mai 2017 von Netflix beauftragt, einen interaktiven Film zu drehen. Zu dieser Zeit hatte Netflix mehrere interaktive Projekte für Kinder im Gange.
Am 12. Mai 2025 wurde der Film von Netflix entfernt. Ein Update der Nutzeroberfläche macht es unmöglich, interaktive Inhalte zu streamen.

## Handlung
Der Film erzählt die Geschichte des Teenagers Stefan Butler im London der 1980er Jahre, der davon träumt, ein interaktives Computerspiel auf Basis eines Science-Fiction-Romans von Jerome F. Davies zu entwerfen. Das Spiel beinhaltet das Durchqueren eines grafischen Labyrinths von Korridoren, wobei eine Kreatur namens Pax vermieden wird und manchmal Entscheidungen durch eine Bildschirmanweisung getroffen werden müssen. Butler produziert das Spiel für das Videospielunternehmen Tuckersoft, das von Mohan Thakur betrieben wird und den berühmten Spieleentwickler Colin Ritman beschäftigt. Butler hat die Wahl, die Unterstützung des Unternehmens bei der Entwicklung des Spiels anzunehmen oder abzulehnen. Wenn Butler das Angebot annimmt, sagt Ritman, dass er den „falschen Weg“ gewählt habe. So wird das Spiel Monate später veröffentlicht und kritisch beurteilt. Butler zieht es in Erwägung, es noch einmal zu versuchen, und der Film kehrt zum Tag des Angebots im Juli 1984 zurück, wobei der Zuschauer dieselbe Wahl hat.
Andernfalls beginnt Butler von seinem Schlafzimmer aus, alleine, mit einer Frist bis September, an dem Spiel zu arbeiten, damit Tuckersoft es zum Weihnachtsverkauf veröffentlichen kann. Während er sich durch die Software-Fehler kämpft, wird Butler immer genervter und feindseliger gegenüber seinem Vater Peter. Zu dieser Zeit besucht Butler die Klinik von Dr. R. Haynes für eine Depressionstherapie. Der Zuschauer kann entscheiden, ob Butler Dr. Haynes vom Tod seiner Mutter erzählt, die starb, als er fünf Jahre alt war. Peter hatte seinen Kuschelhasen weggenommen, weil er fand, dass Jungen in seinem Alter nicht mit Puppen spielen sollten. Weil Butler sich weigerte, ohne seinen Hasen zu gehen, zwang er seine Mutter, einen späteren Zug zu nehmen, welcher entgleiste. Dr. Haynes verschreibt Butler Medikamente, von denen der Zuschauer auswählen kann, ob Butler sie nehmen oder wegwerfen soll. Der Zuschauer kann die Möglichkeit haben, dass Butler eine Einladung annimmt, Ritman in seiner Wohnung zu besuchen, wo er mit seiner Freundin und ihrem Kind Pearl lebt. Dort nehmen sie gemeinsam Halluzinogene, und Ritman erzählt über geheime Gedankenkontroll-Programme der Regierung, alternative Zeitlinien und verschiedene Wege. Um seine Theorien von verschiedenen Realitäten zu demonstrieren, fordert Ritman Butler via dem Zuschauer auf, zu entscheiden, wer von den beiden vom Balkon springen soll. Falls sich für Ritman entschieden wurde, entpuppt sich die Szene als Traum von Stefan. Ritman wird dennoch in zukünftigen Szenen auf mysteriöse Art abwesend sein.
Als die Frist für das Spiel ansteht und immer noch seltsame Fehler im Spiel vorhanden sind, fängt Butler an sich zu fragen, ob er von äußeren Kräften kontrolliert wird, und stellt in Frage, wie sehr er seinem Vater und Dr. Haynes vertraut. Er findet Parallelen in seinem und Davies’ Leben und sieht wiederkehrende Bilder eines „Weggabelung“-Symbols, was scheinbar dazu führte, dass Davies seine Frau ermordete. Als Butler anfängt, geistig zusammenzubrechen, und gegen eine unsichtbare Person kämpft, die seine Handlungen bestimmt, hat der Zuschauer mehrere Möglichkeiten, Butler dies auf seinem Computerbildschirm zu erklären. Eine davon ist, dass sie seine Entscheidungen über Netflix im 21. Jahrhundert treffen. Der Zuschauer entdeckt möglicherweise einen Tresor, in dem er entweder Butlers alten Kuschelhasen findet, oder Dokumente darüber, dass Butler als Teil eines Experiments überwacht wird.
Es gibt zahlreiche Möglichkeiten, wie Bandersnatch endet, von denen das Folgende nur eine unvollständige Liste ist. Ein Weg führt dazu, dass Butler während einer Sitzung gegen seine Therapeutin kämpft, woraufhin gezeigt wird, dass er sich in einem Filmset befindet, wo sein Vater der Regisseur ist. Ein anderer Weg endet darin, dass Butler Ritmans Rat befolgt und scheinbar durch einen Spiegel zu seinem fünfjährigen Ich übergeht, um mit seiner Mutter bei dem Zugunglück zu „sterben“, was dazu führt, dass Butlers Körper plötzlich auch in der Gegenwart stirbt. Bei anderen Möglichkeiten hat der Zuschauer die Wahl, Butler dazu zu bringen, seinen Vater zu töten, den Körper zu begraben oder zu zerhacken, oder Ritman oder Thakur zu töten. Das Vergraben der Leiche führt dazu, dass Butler vor der Veröffentlichung des Spiels ins Gefängnis kommt; den Vater zerhacken und seine Therapeutin nicht über den Mord zu informieren, führt zur erfolgreichen Veröffentlichung des Spiels. Allerdings muss Butler kurz danach ebenfalls ins Gefängnis.
In manchen Enden wird dem Zuschauer die kritische Reaktion auf das Spiel und das Schicksal von Tuckersoft gezeigt. Andere Enden schließen in der Gegenwart mit einer erwachsenen Pearl ab, die jetzt Programmiererin für Netflix ist und versucht, einen interaktiven Film zu produzieren, was dazu führt, dass sie dieselben „Weggabelungs-Symbole“ sieht wie Davies und Butler.
Die Möglichkeit, direkt in die Handlung einzugreifen, macht Black Mirror: Bandersnatch zu einem Hybrid zwischen Film und Computerspiel. Insgesamt fünf Stunden Filmmaterial sind in 250 Kapitel unterteilt, versteckt hinter den jeweiligen Entscheidungen des Zuschauers.

## Synchronisation
Die deutsche Synchronisation erstellte die Synchronfirma TV+Synchron in Berlin nach einem Dialogbuch von Tom Sander und unter der Dialogregie von Dana Linkiewicz.
| Rolle         | Darsteller      | Synchronsprecher |
| ------------- | --------------- | ---------------- |
| Stefan Butler | Fionn Whitehead | Patrick Keller   |
| Colin Ritman  | Will Poulter    | Konrad Bösherz   |
| Mohan Thakur  | Asim Chaudhry   | Tino Kießling    |
| Peter Butler  | Craig Parkinson | Peter Flechtner  |
| Dr. Haynes    | Alice Lowe      | Dana Friedrich   |

## Musik
Die Filmmusik stammt von Brian Reitzell, der bereits für seine Arbeit zu Lost in Translation ausgezeichnet wurde. Der Soundtrack zu Bandersnatch enthält die Titel Relax von Frankie Goes to Hollywood, Hold Me Now von Thompson Twins, Here Comes the Rain Again von Eurythmics, Too Shy von Kajagoogoo, Making Plans for Nigel von XTC, Superman von Laurie Anderson, New Life von Depeche Mode, Bermuda Triangle von Isao Tomita sowie Love On a Real Train, Phaedra und Mysterious Semblance at the Strand of Nightmares von Tangerine Dream.
Eine Szene im Plattenladen lässt den Zuschauer per Mausklick zwischen Tangerine Dreams Phaedra und Isao Tomitas Bermuda Triangle wählen. Je nach Entscheidung ist das jeweilige Album dann wiederkehrend im Film zu hören.

## Auszeichnungen
Primetime-Emmy-Verleihung 2019:
- Outstanding Television Movie
- Outstanding Creative Achievement In Interactive Media Within A Scripted Program